# Киреев, Ринат Юристович
Ринат Юристович Киреев (род. 19 октября 1987) — российский тяжелоатлет, чемпион и призёр чемпионатов России, призёр розыгрышей Кубка России, чемпион Универсиады 2011 года в Шэньчжэне, призёр чемпионата Европы, участник чемпионата мира 2014 года, мастер спорта России международного класса. Участник эстафеты огня летней Универсиады 2013 года.

## Спортивные результаты
- Чемпионат России по тяжёлой атлетике 2010 года — ;
- Чемпионат России по тяжёлой атлетике 2011 года — ;
- Чемпионат России по тяжёлой атлетике 2012 года — ;
- Чемпионат России по тяжёлой атлетике 2014 года — ;
- Кубок России по тяжёлой атлетике 2014 года — ;
- Чемпионат мира по тяжёлой атлетике 2014 года — 5 место;
- Кубок России по тяжёлой атлетике 2016 года — ;

## Дисквалификация
В июле 2019 года  Российским антидопинговым агентством (РУСАДА) сообщило о дисквалификации Киреева, он получила четыре года дисквалификации. При этом его результаты, показанные с 9 февраля 2012 года были аннулированы. Спортсмен обвиняется в использовании запрещенных препаратов. Сообщается, что данные были получены на основе базы московской антидопинговой лаборатории (LIMS).